# Pogonosoma funebris
Pogonosoma funebris är en tvåvingeart som beskrevs av Hermann 1914. Pogonosoma funebris ingår i släktet Pogonosoma och familjen rovflugor.
Artens utbredningsområde är Taiwan. Inga underarter finns listade i Catalogue of Life.